# 下胡良桥
下胡良桥，位于中国河北省保定市涿州市下胡良村，为保定市涿州市的一个全国重点文物保护单位，类型为古建筑，公布时间为2013年5月。
下胡良桥的历史年代为明代。